# Dardus winkelmanni
Dardus winkelmanni är en insektsart som beskrevs av Schmidt 1908. Dardus winkelmanni ingår i släktet Dardus och familjen Eurybrachidae. Inga underarter finns listade i Catalogue of Life.